# ツリー・オブ・ライフ (映画)
『ツリー・オブ・ライフ』（原題: The Tree of Life）は、テレンス・マリック監督・脚本による2011年のアメリカ合衆国の映画。

## ストーリー
1960年代、オブライエン夫妻は次男R.L.を失い、深い悲しみに暮れる。2010年、長男ジャックは成功した建築家だが、空虚な日々を送り、父とも疎遠になっていた。父は今もR.L.の死を乗り越えられずにいる。ナレーションでオブライエン夫人は「なぜR.L.は死ななければならなかったのか」と神に問いかける。続いて、宇宙の誕生、地球の創造、生命の起源が幻想的な映像で描かれる。ある場面では、一匹の恐竜が瀕死の別の恐竜を見逃し、やがて小惑星が地球に衝突する。
1940年代、オブライエン夫妻はウェーコ郊外で家族を築く。母は信仰を重んじ、優しく愛情深いが、父は厳格で現実主義者だった。ジャックは成長するにつれ、両親がそれぞれの人生に不満を抱えていることに気づく。父は音楽に情熱を持ちながらも仕事に満足できず、起業を夢見ていたがうまくいかない。母は支配的な夫に耐え、しつけが甘いと責められる。
ティーンエイジャーになったジャックは、両親の考え方に疑問を持つ。友人テイラーの死をきっかけに神の善良さへの信仰が揺らぎ、父が弟R.L.には甘いことにも反発する。父が出張に出ると家の空気は和らぐが、その反動でジャックは反抗的になり、器物損壊や盗みを犯す。
やがて父の勤務先の工場が閉鎖され、一家は引っ越すことに。出発前、父はジャックに厳しくしすぎたことを謝り、「お前は母に似ている」と語る。しかし、ジャックは「自分は父に似ている」と主張する。
2010年、ジャックは少女と幼い自分が荒野を歩く幻を見る。彼は木製の扉をくぐり、未来の光景を目にする。太陽が赤色巨星となり地球を飲み込む中、死者たちが蘇り、海辺に集う。ジャックは家族と再会し、R.L.を両親のもとへ連れて行く。母は「彼を主に捧げます」と囁き、穏やかに受け入れる。
幻覚が終わり、ジャックは微笑みながらオフィスを後にする。暗闇の中、謎めいた光が瞬き続ける。

## キャスト
※括弧内は日本語吹き替え
- オブライエン（父） - ブラッド・ピット（堀内賢雄）
- オブライエン夫人（母） - ジェシカ・チャステイン（八十川真由野）
- ジャック（長男） - ハンター・マクラケン（安蒜太人）
- R.L.（次男） - ララミー・エップラー（吉永拓斗）
- スティーヴ（三男） - タイ・シェリダン（大根田岳）
- 祖母 - フィオナ・ショウ（竹口安芸子）
- 後年のジャック - ショーン・ペン（山路和弘）

## 製作

### 企画
映画『チェ』の製作初期段階でテレンス・マリックとビル・ポーラッド（リバー・ロード・エンターテインメント）が共同作業をしていた頃、『ツリー・オブ・ライフ』の企画が出てきた。ポーラッドは当初、その考案は「気が狂っている」と思っていたが、映画のコンセプトが発展するにつれ、そのアイデアを確信するに至った。2005年後半、本作の製作発表がされ、インドのパーセプト・ピクチャーズが融資し、ドナルド・ローゼンフェルドがプロデュースすることがわかった。2006年1月よりプリプロダクションを開始し、映画の一部をインドで撮影することが計画された。また、コリン・ファレルとメル・ギブソンのプロジェクト参加が予定されていた。しかしながらこれらの計画は実現しなかった。
2007年10月、ビル・ポーラッドはリバー・ロード・エンターテインメントを通してのプロジェクト実行計画を発表し、ショーン・ペンとヒース・レジャーへの主演交渉がされた。2007年12月、レジャーの代役としてブラッド・ピットへ交渉中であり、ペンは脇役として留まると報じられた。また、ジャック・フィスクが映画のためにメトロポリタン美術館で研究していたと報じられた。

### 撮影
撮影はテキサス州で開始された。撮影監督として、マリックと『ニュー・ワールド』で共同したエマニュエル・ルベツキが起用された。ロケ地にはスミスヴィル、ヒューストン、マタゴルダ、バストロップ、オースティン、マリックの故郷のウェーコが含まれている。
フィルムで登場する木は、スミスヴィルから数マイル離れた所にある巨大なカシの木が使われた。65,000ポンド (29 t)のその木と根鉢はスミスヴィルまでトラックで運ばれ、移植された。

## 公開
第64回カンヌ国際映画祭のコンペティション部門でプレミア上映された。

### プロモーション
2010年11月3日のアメリカ映画マーケットでプロモーション・ポスターが公開された。
映画の最初の予告編は、2010年12月3日にアメリカの映画館で『ブラック・スワン』の上映時に流された。またその前日に2枚の公式のスチール写真が公開された。
2010年12月15日には予告編がティーザー・ポスターと共にオンラインで公開された。

## 評価
2011年のカンヌ国際映画祭での初期のレビューは賛否二分しており、初演時には拍手喝采と同時にブーイングも起こった。同映画祭では最高賞であるパルム・ドールを受賞した。Rotten Tomatoesでは、2011年8月12日までに222のレビューを集め、85%が好意的な評価である。
2016年のイギリスBBC主催の投票では、世界の177人の批評家が「21世紀の偉大な映画ベスト100」の第7位に選出した。
日本の映画批評家の蓮實重彦は、「映画の存在を肯定したのは人類の犯した最大の誤算ではないかと思わせかねない愚かで醜い作品」と酷評している。

### 受賞とノミネート
| 年   | 賞・映画祭                         | 部門           | 対象者                                                             | 結果       |
| ---- | ---------------------------------- | -------------- | ------------------------------------------------------------------ | ---------- |
| 2011 | カンヌ国際映画祭                   | パルム・ドール | テレンス・マリック                                                 | 受賞       |
| 2011 | ゴッサム・インディペンデント映画賞 | 作品賞         |                                                                    | 受賞       |
| 2011 | アカデミー賞                       | 作品賞         | デデ・ガードナー、サラ・グリーン、グラント・ヒル、ビル・ポーラッド | ノミネート |
| 2011 | アカデミー賞                       | 監督賞         | テレンス・マリック                                                 | ノミネート |
| 2011 | アカデミー賞                       | 撮影賞         | エマニュエル・ルベツキ                                             | ノミネート |